# Swedish Open 1978
Die Swedish Open 1978 im Badminton fanden vom 5. bis zum 8. Januar 1978  in Stockholm statt.

## Finalergebnisse
| Disziplin    | Sieger                         | Finalist                        | Ergebnis          |
| ------------ | ------------------------------ | ------------------------------- | ----------------- |
| Herreneinzel | Svend Pri                      | Flemming Delfs                  | 15:3, 15:8        |
| Dameneinzel  | Lene Køppen                    | Jane Webster                    | 11:5, 11:2        |
| Herrendoppel | Steen Skovgaard Flemming Delfs | Thomas Kihlström Bengt Fröman   | 15:18, 15:9, 15:8 |
| Damendoppel  | Nora Perry Anne Statt          | Marjan Ridder Joke van Beusekom | 15:5, 15:6        |
| Mixed        | Mike Tredgett Nora Perry       | Steen Skovgaard Lene Køppen     | 15:2, 15:9        |